# Йордан Христосков
Йордан Атанасов Христосков е български икономист, статистик и политик.

## Биография

### Произход и образование
Йордан Христосков е роден на 20 октомври 1951 г. в Милево, България. През 1976 година завършва ВИИ „Карл Маркс“. От 1976 до 1990 г. е научен сътрудник към БАН и Центъра за икономическо развитие. Доцент е в секция „Макроикономика“.
Владее английски и руски език.

### Професионална и политическа кариера
Между 1991 и 1994 година е заместник министър на труда и социалните грижи, а през 1994 – 95 г. – министър на труда и социалните грижи. В периода 1997 - 01 година влиза в работна група по пенсионните реформи към същото министерство. От 2000 до 2007 г. е управител на НОИ.
Назначен е с указ № 200 на президента Росен Плевнелиев за служебен министър на труда и социалната политика от 6 август 2014 година.